# Pouteria collina
Pouteria collina är en tvåhjärtbladig växtart som först beskrevs av Elbert Luther Little, och fick sitt nu gällande namn av Terence Dale Pennington. Pouteria collina ingår i släktet Pouteria och familjen Sapotaceae. IUCN kategoriserar arten globalt som sårbar. Inga underarter finns listade i Catalogue of Life.